# Smittina undulimargo
Smittina undulimargo är en mossdjursart som beskrevs av Moyano 1983. Smittina undulimargo ingår i släktet Smittina och familjen Smittinidae. Inga underarter finns listade i Catalogue of Life.